# Liste der Monuments historiques in Volonne
Die Liste der Monuments historiques in Volonne führt die Monuments historiques in der französischen Gemeinde Volonne auf.

## Liste der Bauwerke
| Bezeichnung                              | Beschreibung                  | Standort | Kennzeichnung | Schutzstatus   | Datum     | Bild           |
| ---------------------------------------- | ----------------------------- | -------- | ------------- | -------------- | --------- | -------------- |
| Ehemaliges Schloss, heute Mairie         | Erbaut im 17./18. Jahrhundert | (Lage)   | PA00080509    | Inscrit/Classé | 1987/1992 | weitere Bilder |
| Ruine der Kirche St-Martin               | Erbaut im 11./12. Jahrhundert | (Lage)   | PA00080510    | Classé         | 1971      | weitere Bilder |
| Ehemaliges Priorat Saint-Jean-de-Taravon |                               | (Lage)   | PA00080513    | Inscrit        | 1992      | weitere Bilder |

## Liste der Objekte
- Monuments historiques (Objekte) in Volonne in der Base Palissy des französischen Kultusministeriums